# José Joaquín Soler de la Fuente
José Joaquín Soler de la Fuente (Granada, 1827 - ibíd., 20 de diciembre de 1876) fue un literato y dramaturgo español que formó parte, con el seudónimo El Abate, de la tertulia literaria La Cuerda Granadina.

## Biografía

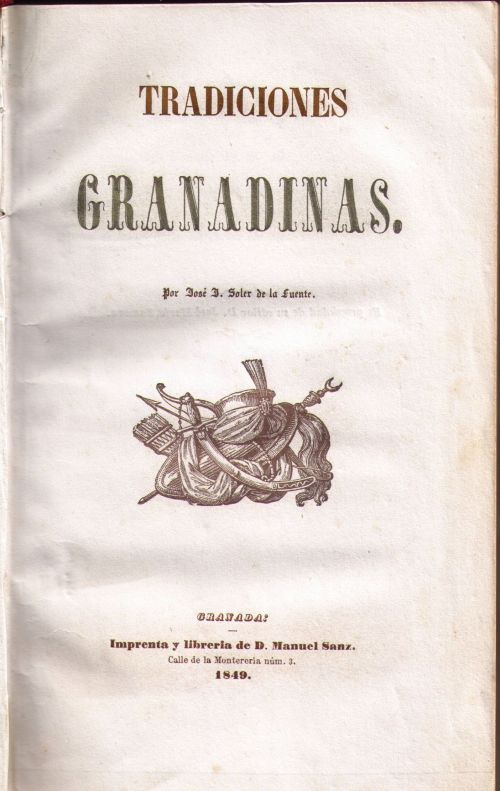
Portada de las Tradiciones Granadinas

José Joaquín Soler de la Fuente era hijo de Vicente Soler y de Ana María de la Fuente.
Fue subintendente militar y catedrático de la Escuela Especial de Administración Militar desde 1853 hasta 1865. Literato y dramaturgo, formó parte, con el seudónimo El Abate, de la tertulia literaria La Cuerda Granadina, junto a Pedro Antonio de Alarcón, Manuel Fernández y González, José Moreno Nieto y José de Castro y Serrano, entre otros.
Soler de la Fuente se casó con Cristina Valero Galán. Fruto de este matrimonio nació Josefa Soler Valero, que se casaría  en Granada, el 30 de diciembre de 1886, con Miguel López Sáez.

## Obra literaria
Las Tradiciones granadinas (1849). De esta obra se han hecho dos ediciones: 1849 y 1979 (ed. facsímil de la de 1849). Componen la obra quince historias legendarias, que se concluyen con un romance. Todo el texto está bañado en un tinte romántico, que busca ambientar el embrujo de las calles, murallas y edificios granadinos en historias apasionadas de moriscos, de gitanos y de próceres del pasado. Algunas de estas historias, junto con otras nuevas, fueron publicadas años más tarde separadamente en El Museo Universal (1857-1862). 
Además, escribió la zarzuela Número 99, representada en el teatro de Granada (1851), dos comedias, Por el baile y Antón Pirulero (1852), y una novela Casos y cosas (1853). 
También salieron de su pluma poesías y artículos publicados en los periódicos la Esmeralda, el Trono y la Nobleza, el Semanario pintoresco, el Museo de las familias, etc.
La mayoría de sus relatos están ambientados en Granada, y tiene un estilo repleto de juegos de palabras, dichos populares y descripciones caricaturescas.